# Судебная система Великого княжества Литовского
Судебная система Великого княжества Литовского — система специализированных органов государственной власти (судов), осуществлявших правосудие на территории Великого княжества Литовского.
Источниками права до XVI века были древнерусское право (Русская Правда), местные обычаи и судебная феодальная практика. В конце XIII века возникло писаное право в форме писем («листов»), грамот, великокняжеских привилеев. В 1468 году был создан судебник. В начале XVI века введён один из первых в Европе систематизированных сводов законов — Статут Великого княжества Литовского, прошедший три редакции — 1529, 1566 и 1588 годов (последняя редакция имела силу на территориях Беларуси, Литвы и Украины вплоть до 1840 года).
С распространением крепостного права возникло и право вотчинного суда у помещиков; сначала правом этим пользовались только помещики-католики, но с 1457 года оно было распространено на всех, причём из вотчинного суда были изъяты некоторые уголовные преступления, среди которых поджог и изнасилование.
Судебные органы Великого княжества Литовского (замковый суд, вотчинный суд, подкоморский суд, великокняжеский суд и другие) носили сословный характер. В некоторых местностях по традиции существовали копные суды, которые, по мнению Матвея Любавского, представляли собой развитие и видоизменение практики существования «вервей» Русской Правды и возникли на почве круговой ответственности местных обществ за своих членов и вытекавшей оттуда власти над ними. Границы копных околиц не совпадали с пределами волостей, а имели самостоятельное происхождение, естественное или искусственное. Копные суды действовали тогда, когда потерпевший созывал окольных жителей для определения, кто из них является преступником, кроме того, они решали некоторые гражданские правонарушения между соседями (потравы), и их решения, как особый вид полюбовного разбирательства, были обязательны. Тем не менее, копные суды, хотя и носили демократический характер, находились под контролем местной администрации.
Судебная власть в государственных имениях, отданных в «держание» частным лицам, принадлежала этим лицам (наместникам), называвшимся державцами или ранее тиунами. Державцы при отправлении своих должностей получали разные доходы, а отданные в держания имения рассматривалась как «кормленья». При назначении на должность они, как и другие должностные лица, платили великому князю «челобитье», так что в XV веке назначение на должность получило характер своеобразной продажи. Наместничества раздавались «на год», «до воли государевой», но чаще всего «до живота» (то есть пожизненно), а нередко переходили с согласия великого князя и по наследству.
Некоторые поветы не раздавались в управление державцам, а подчинялись непосредственно воеводам и старостам, находившимся в главных городах и владевшим волостями на тех же основаниях, что и державцы. Они получали свои воеводства и староства пожизненно или до назначения их на другую должность.
Вотчинный суд был введён привилеем 1447 года, затем Статутами. Рассматривал главным образом дела на основе местных обычаев или владельца вотчины, произвольно определявшего наказание. Судопроизводство обычно вели сотские.
В 1468 году великим князем Казимиром был издан «Судебник», который представляет собой главным образом свод наказаний за татьбу в разных её видах. Преобладает ещё частноправовой взгляд на преступление как на ущерб, причинённый отдельной личности, но видны уже и признаки возникающего государственного взгляда (вор ни под каким видом не может быть освобождён от наказания, к которому приговорён). Наказания, устанавливаемые в «Судебнике», весьма суровы — смертная казнь в форме повешения употреблялась довольно часто. Первый систематический свод писанных законов, составленный в 1529 году, носит название Первого статута.
До издания Статута 1529 года в Великом княжестве Литовском не было инстанционного порядка рассмотрения дел, каждый шляхтич мог обращаться непосредственно в великокняжеский суд. Дела в нём рассматривали великий князь и паны-рада. Статутами и постановлением сеймов 1542 и 1551 годов великокняжеский суд был определён высшей инстанцией. По первой инстанции рассматривал дела по обвинению в заговоре и государственной измене, о преступлениях и злоупотреблениях должностных лиц, о самовольном захвате государственных имений, земель и прибылей, дела о принадлежности к шляхетскому сословию. Как апелляционная инстанция рассматривал жалобы на постановления замковых, земских, подкоморских и войтовских судов.
В 1566 году в поветах и воеводствах были созданы земские и подкоморские суды, членов которых избирала шляхта.
Замковый (гродский) суд находился в замке (гроде, городе). Рассматривал дела о наиболее тяжких преступлениях, также свидетельствовал сделки, обеспечивал решения других судов.
Земский суд рассматривал уголовные и гражданские дела, исполнял нотариальные акты, записывал жалобы на незаконные действия должностных лиц повета. Избирался поветовой шляхтой из местных шляхтичей, знавших право и имевших поместья. Сессии земского суда собирались три раза в год. Судопроизводство велось в соответствии с Бельским привилеем 1564 года и Статутами ВКЛ.
Подкоморский суд рассматривал дела о земельных спорах. Подкоморий, коморник и писарь проводили осмотр спорной земли, заслушивали показания соседей, выносили решение и определяли межи. Жалобы на решения суда рассматривал Трибунал Великого княжества Литовского.
Особое положение в судебном отношении имели города, пользовавшиеся магдебургским правом, которое начало проникать в Великое княжество Литовского в конце XIV века из Польши. Сущность магдебургского права заключалась в освобождении горожан от некоторых государственных налогов и повинностей и от подсудности государственным чиновникам, за исключением важнейших уголовных преступлений. В Великом княжестве Литовском магдебургское право носило сильно усечённый характер, самоуправление городов было сильно ограничено. По магдебургскому праву, в городе существовали две коллегии — радцы и лавники. Первые, кроме прочего, вели суд по гражданским делам, вторые, в числе 12 членов, под председательством войта принимали решения по уголовным делам (войтовско-лавницкий суд). Установленный порядок часто нарушался: число радцев и лавников менялось, войт руководил также и радцами; иногда коллегии сливались в одно учреждение — магистрат. Так города Полоцк, Могилёв и Орша добились объединения суда лавников и бурмистрско-радецкого суда.